# Campeonato Mundial de Lucha de 1921
El X Campeonato Mundial de Lucha se celebró en Helsinki (Finlandia) entre el 5 y el 8 de noviembre de 1921 bajo la organización de la Federación Internacional de Luchas Asociadas (FILA) y la Federación Finlandesa de Lucha. Solamente se compitió en las categorías del estilo grecorromano.

## Resultados

### Lucha grecorromana
| Evento   | Oro                         | Plata                           | Bronce                        |
| -------- | --------------------------- | ------------------------------- | ----------------------------- |
| 58 kg    | Väinö Ikonen · Finlandia    | Kaarlo Mäkinen · Finlandia      | Risto Mustonen · Finlandia    |
| 62 kg    | Kalle Anttila · Finlandia   | Aleksanteri Toivola · Finlandia | Erik Malmberg · Suecia        |
| 67,5 kg  | Oskari Friman · Finlandia   | Rafael Rone Letonia             | Juho Ikävalko · Finlandia     |
| 75 kg    | Taavi Tamminen · Finlandia  | Volmar Wikström · Finlandia     | Edvard Westerlund · Finlandia |
| 82,5 kg  | Edil Rosenqvist · Finlandia | Rudolf Svensson · Suecia        | Jan Muijs · Países Bajos      |
| +82,5 kg | Johan Salila · Finlandia    | Martti Nieminen · Finlandia     | Emil Larsen Dinamarca         |

## Medallero
| Núm. | País         | Oro | Plata | Bronce | Total |
| ---- | ------------ | --- | ----- | ------ | ----- |
| 1    | Finlandia    | 6   | 4     | 3      | 13    |
| 2    | Suecia       | 0   | 1     | 1      | 2     |
| 3    | Letonia      | 0   | 1     | 0      | 1     |
| 4    | Dinamarca    | 0   | 0     | 1      | 1     |
| 4    | Países Bajos | 0   | 0     | 1      | 1     |
|      | TOTAL        | 6   | 6     | 6      | 18    |